# غوردون إدواردز
غوردون إدواردز (17 سبتمبر 1947 - ) (بالإنجليزية: Gordon Edwards)‏ هو لاعب كريكت بريطاني.